# Rigel (Schiff, 1924)
Die Rigel war ein 1924 unter norwegischer Flagge in Dienst gestelltes Frachtschiff. Bei ihrer Versenkung im Zweiten Weltkrieg am 27. November 1944 als deutscher Gefangenentransporter starben 2571 Menschen. Dies ist bis heute die größte Schiffskatastrophe Norwegens.

## Geschichte

### Vorkriegsjahre
Die Rigel wurde im August 1924 von der Bauwerft Burmeister & Wain Maskin- og Skibsbyggeri in Kopenhagen an die Reederei Det Bergenske Dampskibsselskab (“Bergen Line”) in Bergen ausgeliefert und von dieser zunächst auf eigene Rechnung, ab 1925 an verschiedene Reedereien verchartert, in der Trampschifffahrt eingesetzt. Ab 1938 fuhr das Schiff dann auf der Norwegischen Südamerika-Linie (Norske Syd-Amerika Linje), die als Gemeinschaftsdienst von der Bergen Line und zwei weiteren Reedereien betrieben wurde und Oslo im Liniendienst mit Rio de Janeiro, Santos und Buenos Aires verband.
Nach dem Beginn des Zweiten Weltkriegs fuhr das Schiff zwischen Norwegen und Großbritannien: Ende Dezember 1939 fuhr es mit dem Konvoi ON 6 nach Norwegen, Ende Januar 1940 mit dem Konvoi HN 9A in umgekehrter Richtung, und Anfang März 1940 mit dem Konvoi ON 17A wieder zurück nach Norwegen.

### Zweiter Weltkrieg
Bei der deutschen Invasion Norwegens („Unternehmen Weserübung“) im April 1940 wurde das Schiff in Norwegen überrascht. Am 16. August 1940 wurde es von den deutschen Besatzungsbehörden requiriert und dann, weiterhin unter norwegischer Flagge und mit norwegischer Besatzung, als Transportschiff für die Wehrmachtstruppen eingesetzt.
Nachdem die Rote Armee im Verlauf der Petsamo-Kirkenes-Operation am 25. Oktober 1944 Kirkenes im äußersten Norden Norwegens erobert hatte, begann ein schrittweiser Rückzug der Wehrmacht nach Süden. Dabei mussten unter anderem auch die Kriegsgefangenen aus den nordnorwegischen Gefangenen- und Arbeitslagern evakuiert werden. Zu diesem Zweck wurde die Rigel am 2. November beschlagnahmt, bei der Nord-Reederei unter deutsche Flagge gestellt, mit einer deutschen Besatzung unter Kapitän Heinrich Rohde versehen und dann bei der Evakuierung der Finnmark eingesetzt.
Am 21. November verließ die Rigel (mit 28 Mann und einer Frau Besatzung und drei Lotsen) den Ort Bjerkvik am Nordostende des Ofotfjords mit 951 Kriegsgefangenen und 114 Mann Wachpersonal an Bord. In Narvik wurden kurz darauf weitere 349 Kriegsgefangene aufgenommen, ebenso 95 deutsche Häftlinge (zumeist der Fahnenflucht bezichtigte Wehrmachtssoldaten) und acht norwegische Zivilhäftlinge. Im Konvoi mit mehreren kleineren Schiffen fuhr die Rigel dann weiter nach Süden und nahm in Tømmerneset, etwa 75 km nordöstlich von Bodø, weitere 948 sowjetische und serbische Kriegsgefangene an Bord, die dort unter der Leitung der Organisation Todt (OT), Einsatzgruppe Wiking, als Zwangsarbeiter am Bau der Polarbahn (Abschnitt Fauske–Tysfjord) eingesetzt gewesen waren. In Narvik und Tømmerneset kamen außerdem weitere 341 Mann Bewachungspersonal sowie OT- und Wehrmachtsangehörige hinzu.
Als die Rigel nach einem kurzen Aufenthalt in Bodø am 26. November zur Weiterfahrt nach Trondheim auslief, befanden sich insgesamt 2838 Personen an Bord: 2248 sowjetische, polnische und serbische Kriegsgefangene in den Laderäumen, 95 deutsche Wehrmachtsgefangene, acht norwegische Gefangene, 455 Mann deutsches Wachpersonal und andere Angehörige der Wehrmacht und der Organisation Todt, 28 Mann und eine Frau der Schiffsbesatzung sowie drei Lotsen. Einer der Lotsen und die einzige Frau der Schiffsbesatzung waren Norweger. Das Schiff fuhr im Geleitzug 410 mit dem Kohlefrachter Korsnes (1741 BRT), gesichert durch die beiden Vorpostenboote V 6115 Helgoland (61. Vorpostenflottille) und V 6308 Saturn (63. Vorpostenflottille).

### Untergang

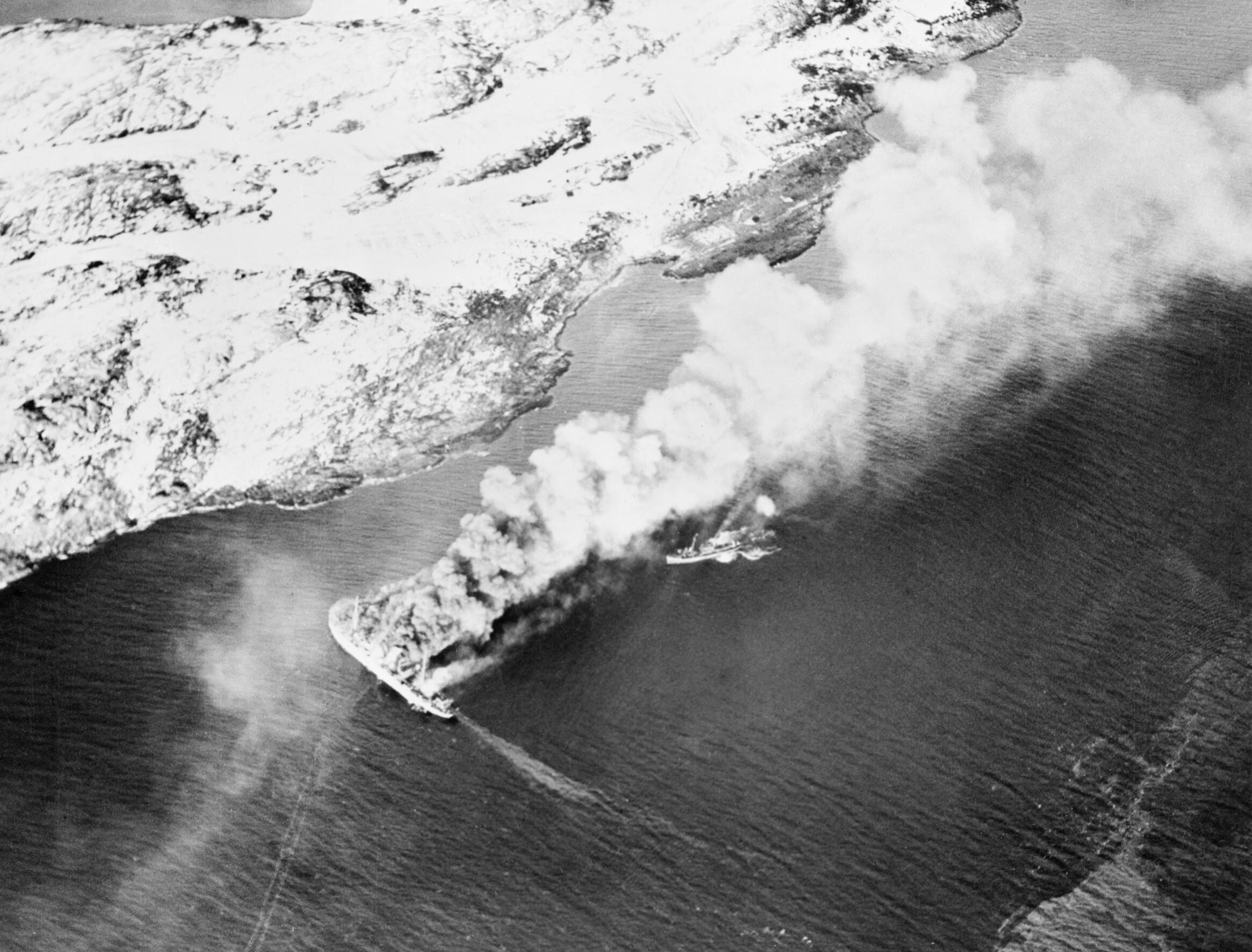
Die brennende Rigel (links) und ein Vorpostenboot während des Fliegerangriffs

Am Morgen des 27. November wurde der kleine Geleitzug zwischen den Inseln Tjøtta und Søndre Rosøya, nördlich von Namsos, von einem vom britischen Flugzeugträger Implacable gestarteten Flugzeug entdeckt, dessen Besatzung die Rigel wohl wegen der vielen Menschen an Deck für einen Truppentransporter hielt. Daraufhin erfolgte gegen 11 Uhr ein Angriff von 16 Fairey Firefly Sturzkampfflugzeugen und Supermarine Seafire Jagdflugzeugen des Fleet Air Arm von der Implacable. Die beiden Vorpostenboote wurden sehr schnell kampfunfähig geschossen. Die Korsnes wurde in Brand geschossen und von ihrer Besatzung, die sechs Tote zu beklagen hatte, auf Grund gesetzt. Die Rigel erhielt bis zu fünf Bombentreffer, geriet in Brand und begann, über das Heck zu sinken. Es gelang Kapitän Rohde noch, das Schiff etwa 100 Meter vor der Ostküste von Søndre Rosøya auf Grund zu setzen. Dennoch konnte sich nur eine kleine Minderheit der Menschen an Bord – 267 von 2838 – an Land retten. 2571 kamen ums Leben. Viele waren bereits durch die Bombenexplosionen und den Fliegerbeschuss mit Maschinenkanonen getötet worden, die meisten anderen ertranken beim Versuch, ans Ufer zu gelangen.

Von Kapitän Heinrich Rohde am 30. November 1944 zu Protokoll gegebener Bericht
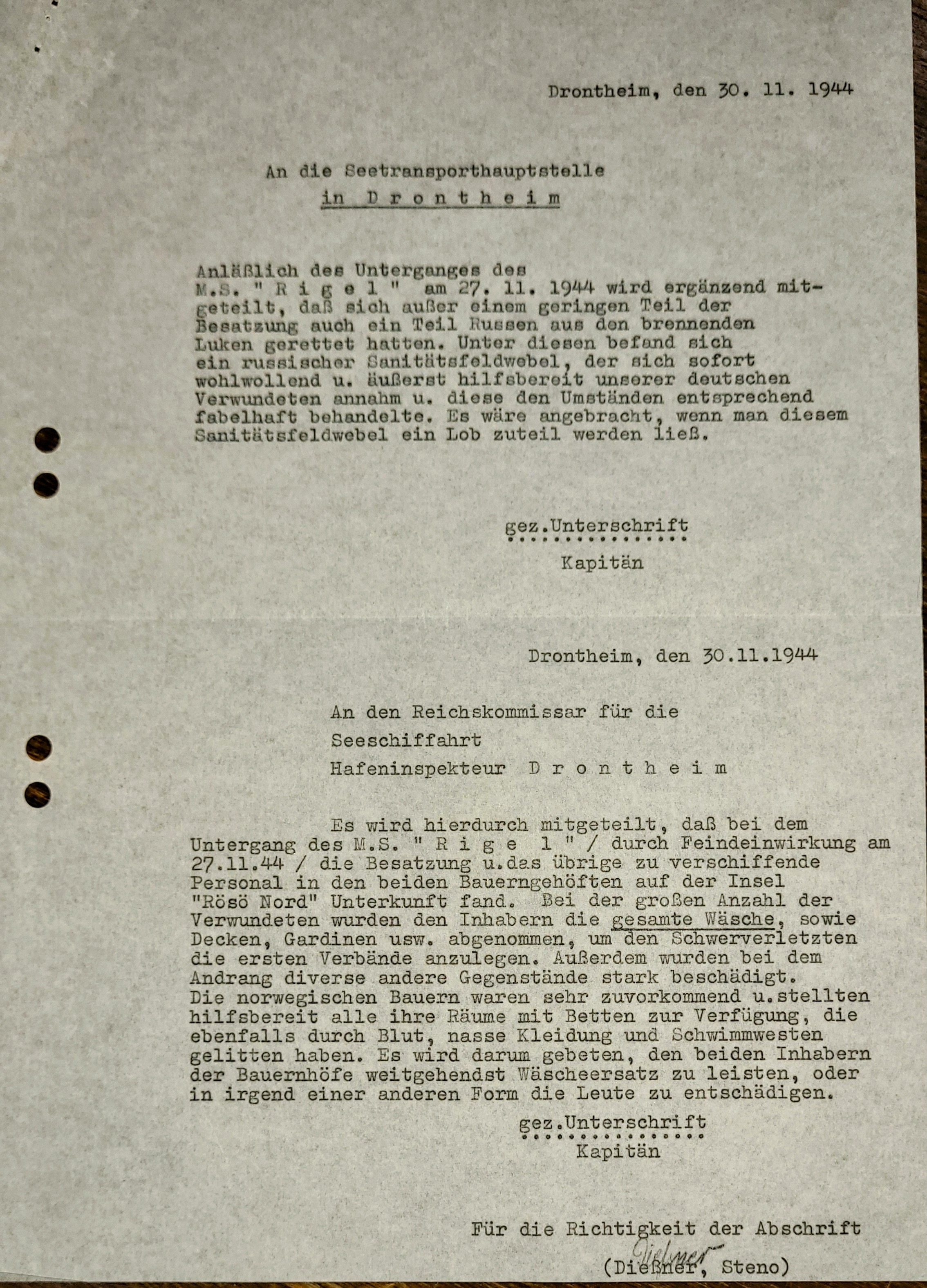
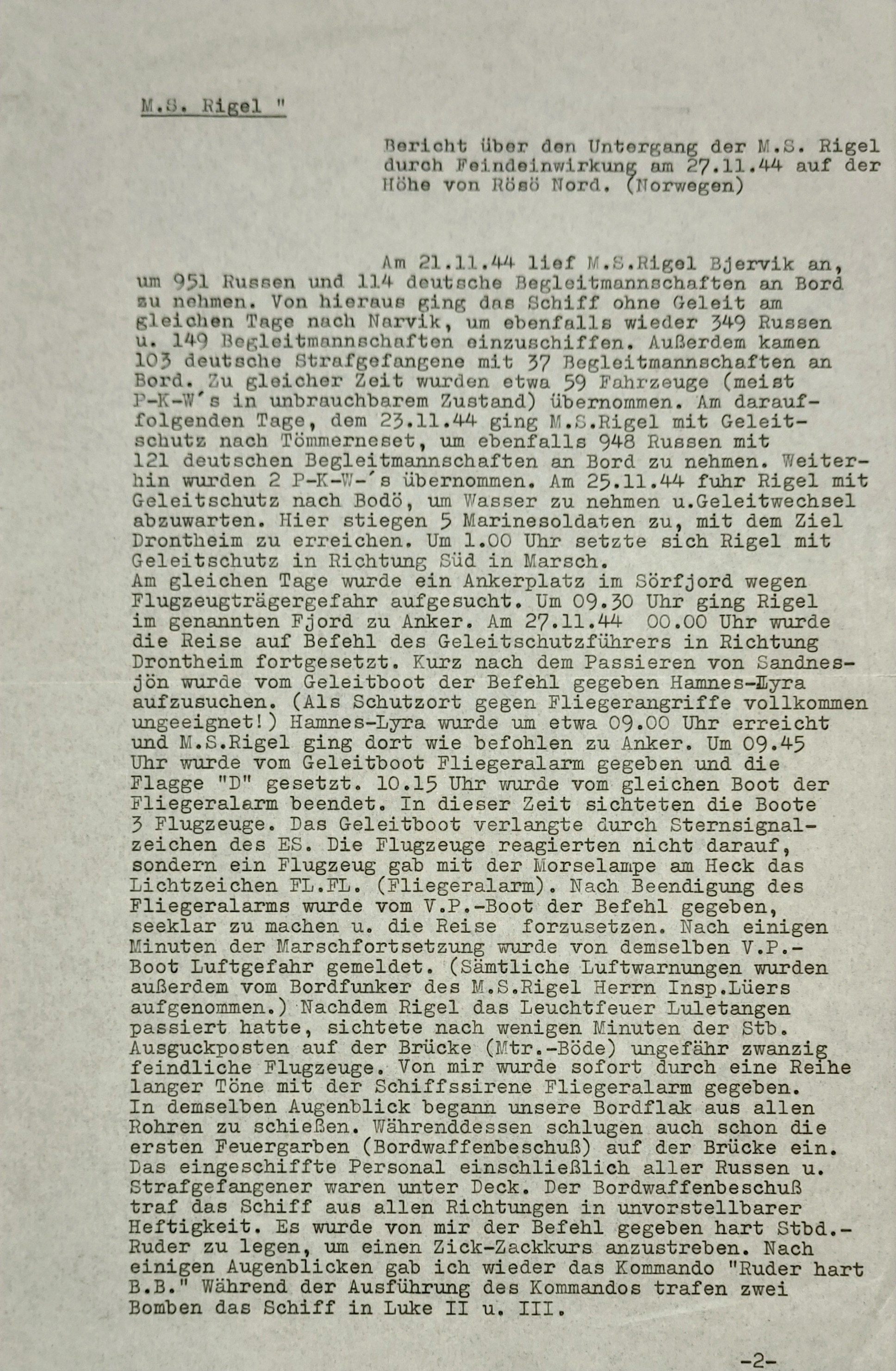
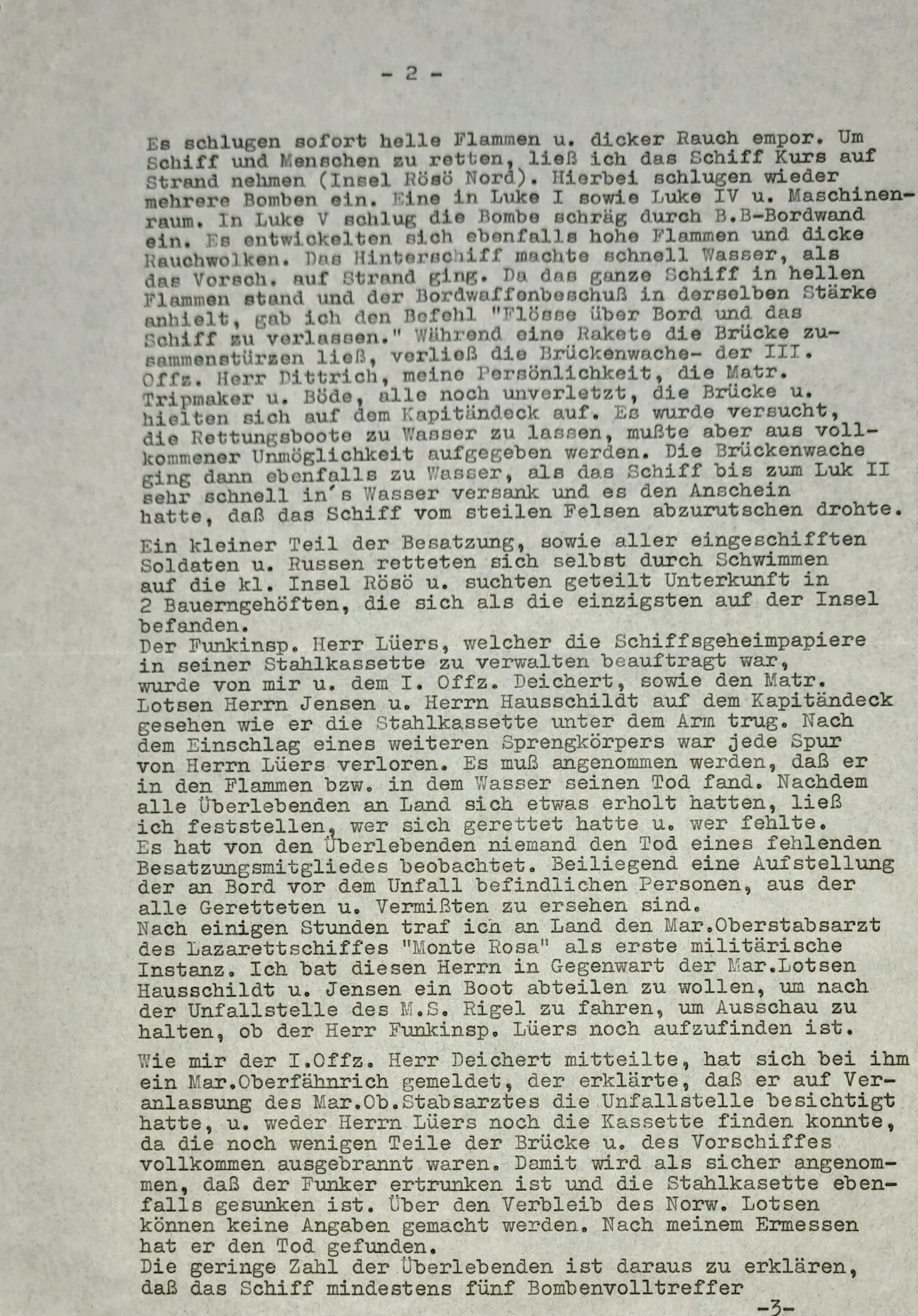
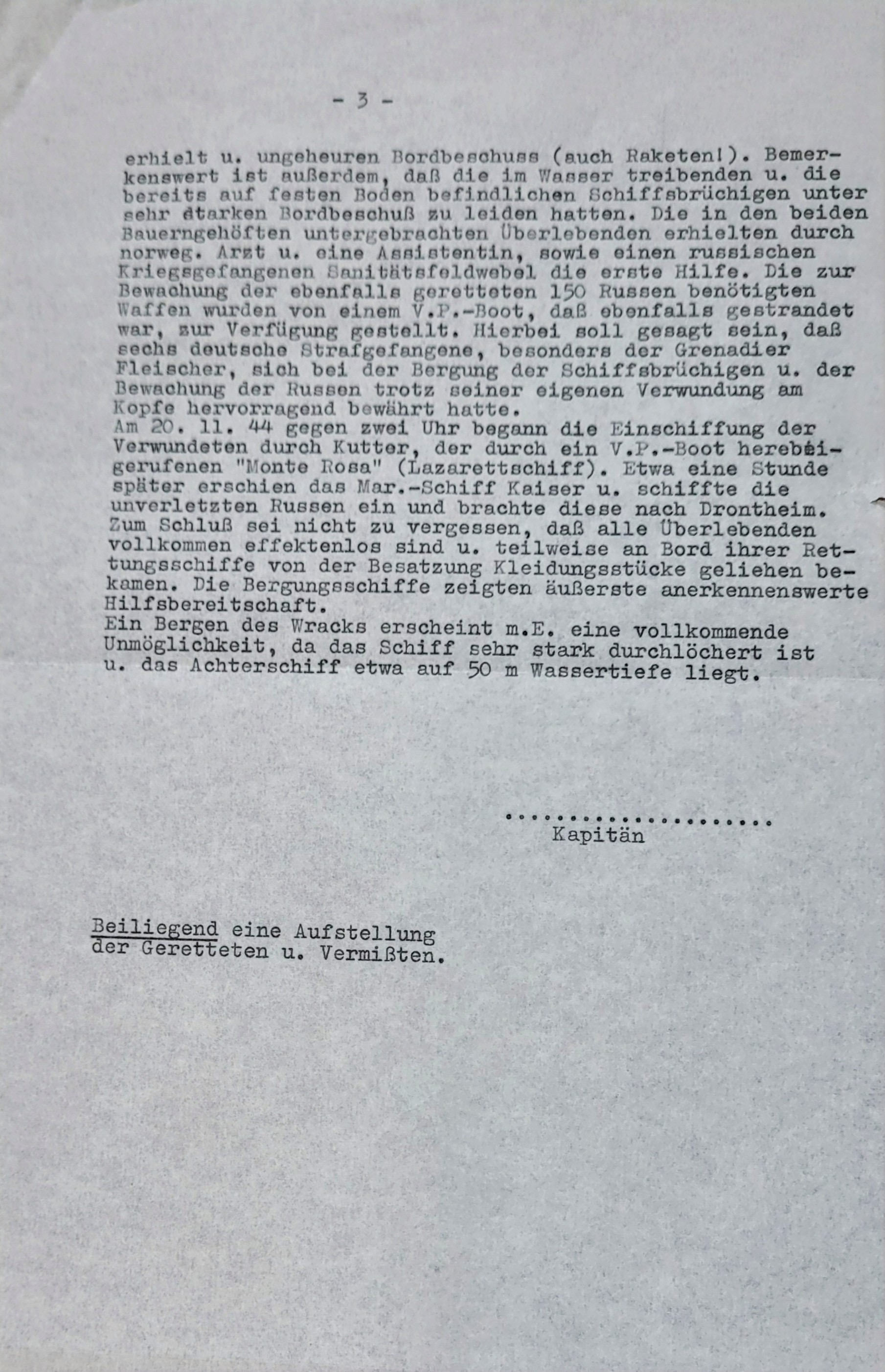
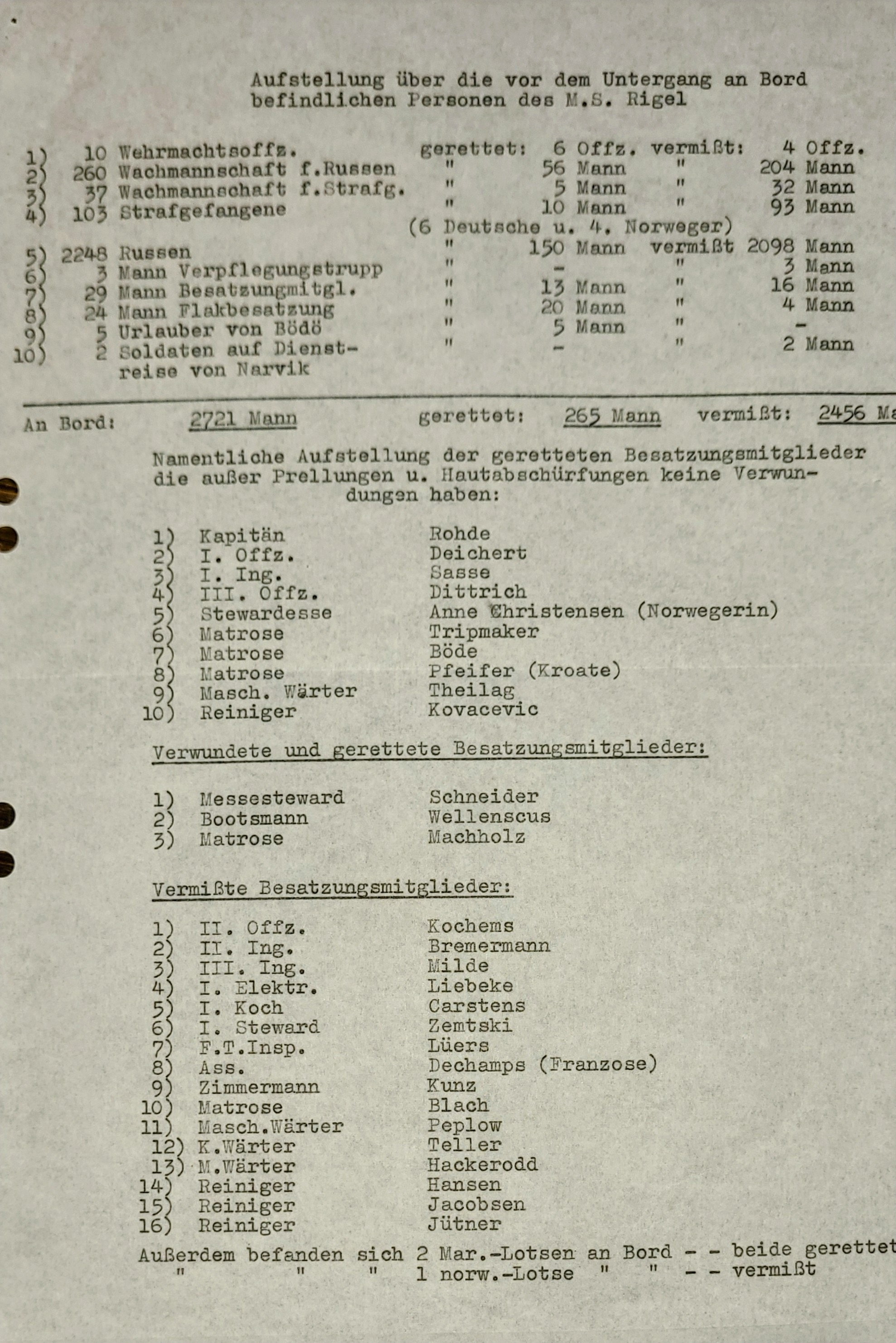

### Nachspiel

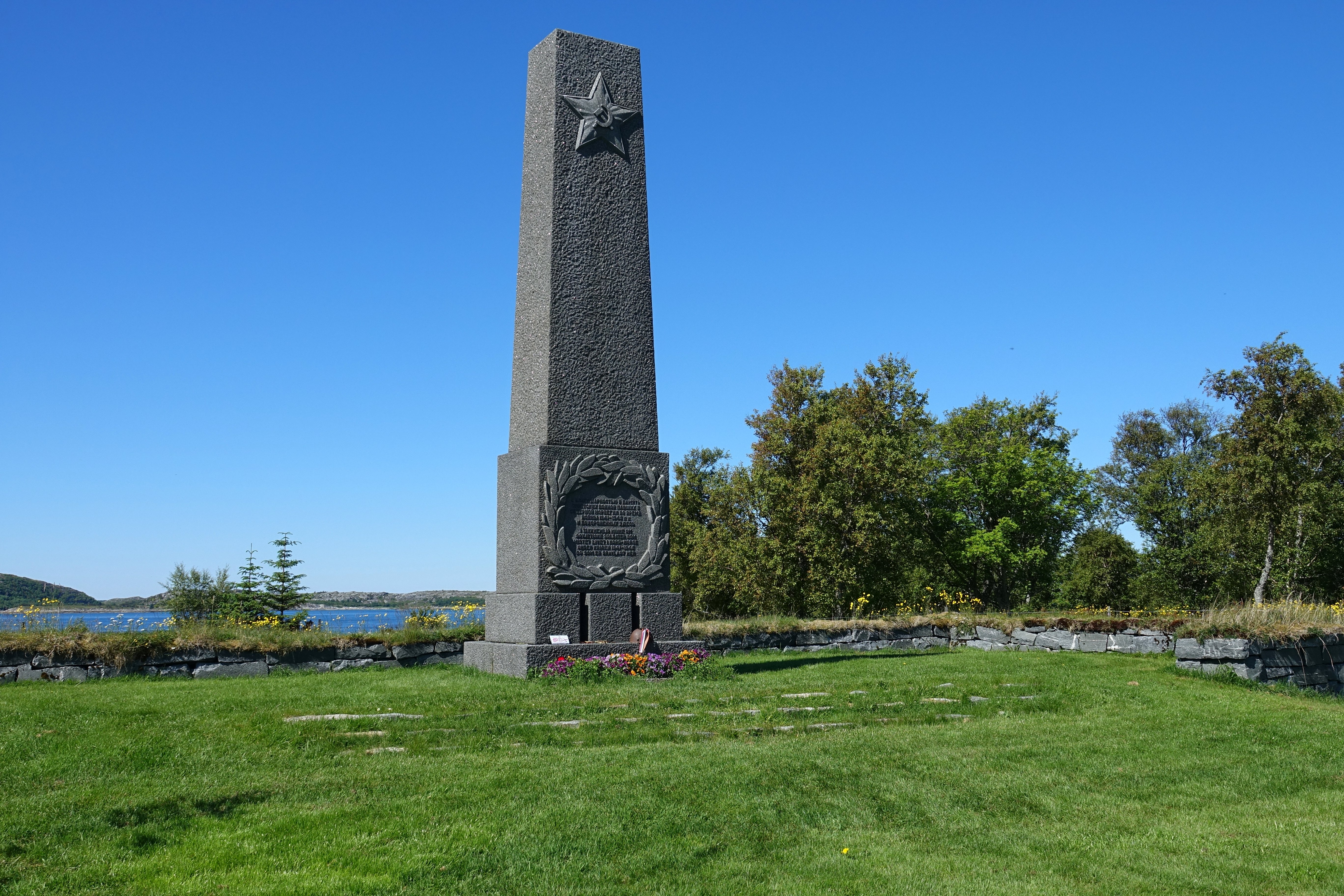
Die internationalen Kriegsgräberstätte in Tjøtta im Jahr 2018

1011 Tote wurden in einem Massengrab beigesetzt, aber noch den ganzen Winter und den Frühling 1945 hindurch wurden weitere Leichen angeschwemmt. Das Wrack der Rigel, mit dem Bug aus dem Wasser ragend, lag bis zum Sommer 1969 an der Untergangsstelle. Dann wurden die darin verbliebenen Toten geborgen und, da eine Identifizierung nicht mehr möglich war, in einem Gemeinschaftsgrab auf der Internationalen Kriegsgräberstätte Tjøtta bestattet. 1970 wurde die Grabstätte geweiht und ein schlichtes Steinkreuz errichtet.
Das Wrack wurde 1975 in situ abgebrochen und verschrottet.

## Mediale Aufmerksamkeit
- Im Jahre 1970 veröffentlichte die US-amerikanische Folk-Rock-Band Pearls Before Swine auf ihrer Platte The Use of Ashes das Lied Riegal von und mit Tom Rapp, das sich mit dem Schicksal des Schiffes und der Menschen an Bord befasst.[11]
- Die staatlich-norwegische Rundfunk- und Fernsehgesellschaft Norsk rikskringkasting (NRK) sendete 2004, zum 60. Jahrestag der Katastrophe, ein langes Interview mit einem Überlebenden sowie einige Unterwasseraufnahmen von Wrackteilen der Rigel.[12]